# Nicholas Payton
Nicholas Payton (New Orleans, 26 settembre 1973) è un trombettista statunitense.

## Biografia
Figlio del bassista e sassofonista Walter Payton, inizia la carriera tra gli anni '80 e '90 come membro del collettivo Young Tuxedo Brass Band. Ha collaborato dal vivo con Marcus Roberts e Elvin Jones nei primi anni '90 e nel 1994 ha pubblicato il suo primo album discografico per la Verve Records.
Nel 1997 ha vinto il Grammy Award ("Best Instrumental Solo"). Nel corso degli anni ha collaborato con Trey Anastasio, Ray Brown, Daniel Lanois, Dr. John, Ray Charles, Herbie Hancock, Allen Toussaint, Jill Scott, Joe Henderson, Clark Terry, Adam Rapa, Stanley Jordan e altri artisti.

## Discografia
- 1994 - From This Moment (Verve)
- 1995 - Gumbo Nouveau (Verve)
- 1997 - Fingerpainting: The Music Of Herbie Hancock (Verve) - con Christian McBride & Mark Whitfield
- 1997 - Doc Cheatham & Nicholas Payton (Verve)
- 1998 - Payton's Place (PolyGram)
- 1999 - Nick@Night (Verve)
- 2001 - Dear Louis (Verve)
- 2003 - Sonic Trance (Warner Bros.)
- 2008 - Into The Blue (Nonesuch)
- 2011 - Bitches (In+Out)
- 2013 - #BAM: Live at Bohemian Caverns (BMF Records)
- 2013 - Sketches of Spain (BMF Records)
- 2014 – Numbers (Paytone Records)
- 2015 – Letters (Paytone Records)
- 2016 – The Egyptian Second Line (Paytone Records)
- 2017 – Afro-Caribbean Mixtape (Paytone Records)
- 2021 – Smoke Sessions (Smoke sessions)